# Henri Nouwen
Henri Jozef Machiel Nouwen (Nijkerk, 24 de janeiro de 1932 — Hilversum, 21 de setembro de 1996) foi um católico holandês, teólogo, padre e escritor, autor de 40 livros sobre vida espiritual. Trabalhou na Universidade de Harvard, na Universidade de Yale e no Seminário Teológico de Ontário, Canadá. Seus livros foram traduzidos em mais de 20 idiomas e venderam mais de 20 milhões de cópias.

## Vida e Obra
Nouwen teve seu chamado vocacional para o ministério em sua juventude, fora ordenado padre diocesano em 1957, e estudou psicologia na Universidade Católica de Nijmegene.
Por vários meses nos anos 70, viveu e trabalhou com monjes Trapistas na Abadia de Genesee, e no início dos anos 80, viveu com populações pobres no Peru. Em 1985, depois de aproximadamente duas décadas ensinando na Fundação Menninger Clinica em Topeka, Kansas, na Universidade de Notre Dame,e na escola de divindade na Universidade de Yale e Universidade de Harvard, ele resolveu compartilhar sua vida ajudando pessoas com deficiencia mental em uma comunidade de L'Arche chamada Daybreak em Toronto, Canada.
Sua espiritualidade foi influenciada por muitas pessoas, notavelmente por sua amizade com Jean Vanier. Através de um convite de Vanier, ele visitou L'Arche em Trosly na França, a primeira de mais de 130 comunidades ao redor do mundo aonde pessoas com deficiencias de desenvolvimento vivem e compartilham suas vidas com aqueles que cuidam delas.
Em 1986 Nouwen aceitou pastorear uma comunidade L'Arche chamada "Daybreak" no Canada, próximo a Toronto. Sobre essa experiência, Nouwen escreveu um livro intitulado Adam: o Amado de Deus sobre seu relacionamento com Adam, um membro central da Comunidade L'Arche Daybreak com profundas incapacidades de desenvolvimento.
Como padre, Nouwen foi também um grande amigo do falecido Cardeal Joseph Bernardin.
Os resultados de uma pesquisa da revista Christian Century promovida em 2003 indicaram o trabalho de Nouwen como primeira escolha entre autores para o clero Católico e Protestante.
Passando por longo período de declínio fisico, o qual relatou como crônica em seu livro final, Jornada Sabática, Nouwen faleceu em Setembro de 1996 de um repentino ataque cardíaco.

## Família de Nouwen
A mãe de Nouwen, Maria Huberta Helena Ramselaar (1906 - 1978), estudou Inglês, Italiano, Noruegues, Francês, Latim e Grego. Por muitos anos, ela foi supervisora do departamento de escrituração dos negócios da família. Ela sempre foi lembrada por ser acolhedora, hospitaleira e religiosa. Em 1978 ela viajou para os Estados Unidos com seu esposo, para visitar Henri, enquanto ja estara diagnosticada com câncer. Ela retornou para casa e faleceu 3 semanas depois. Sua morte abrupta causou um profundo impacto na vida de Nouwen.
O Pai de Nouwen, Laurent Jean Marie Nouwen (1903 - 1997), fora conhecido por seu conhecimento em legislação tributária. Ele trabalhou para o governo por 1 anos como inspetor de registros e propriedade pública. Durante a Segunda Guerra Mundial ele adentrou a pratica de direito privado como advogado em Haia, Holanda. Mais tarde, ele fora nomeado professor de direito tributário na Universidade Católica de Nijmegen. O Pai de Nouwen viveu mais que seu primeiro filho por um ano e meio, falecendo em 1997.
Nouwen teve 3 irmãos mais novos, dois deles, Paul e Laurent, e uma irmã, Laurien. Laurent e sua esposa, Heiltjen Kronenberg, tiveram 3 filhos, Sarah, Laura e Rafael. Laurien também teve 3 filhos, Frederique, Marc e Rainier.

## Seus Temas
Nouwen colocou sua marca na espiritualidade Cristã, através de seu entendimento do Amor de Deus pelos homens, a saber, que somos filhos e filhas de Deus. Livros como O Retorno do Filho Pródigo, Adam, Compaixão e Viver é Ser Amado enfatizam sempre esse tema.
Também, um de seus maiores temas recorrentes envolveu sua luta na tentativa de conciliar sua depressão com sua Fé Cristã.

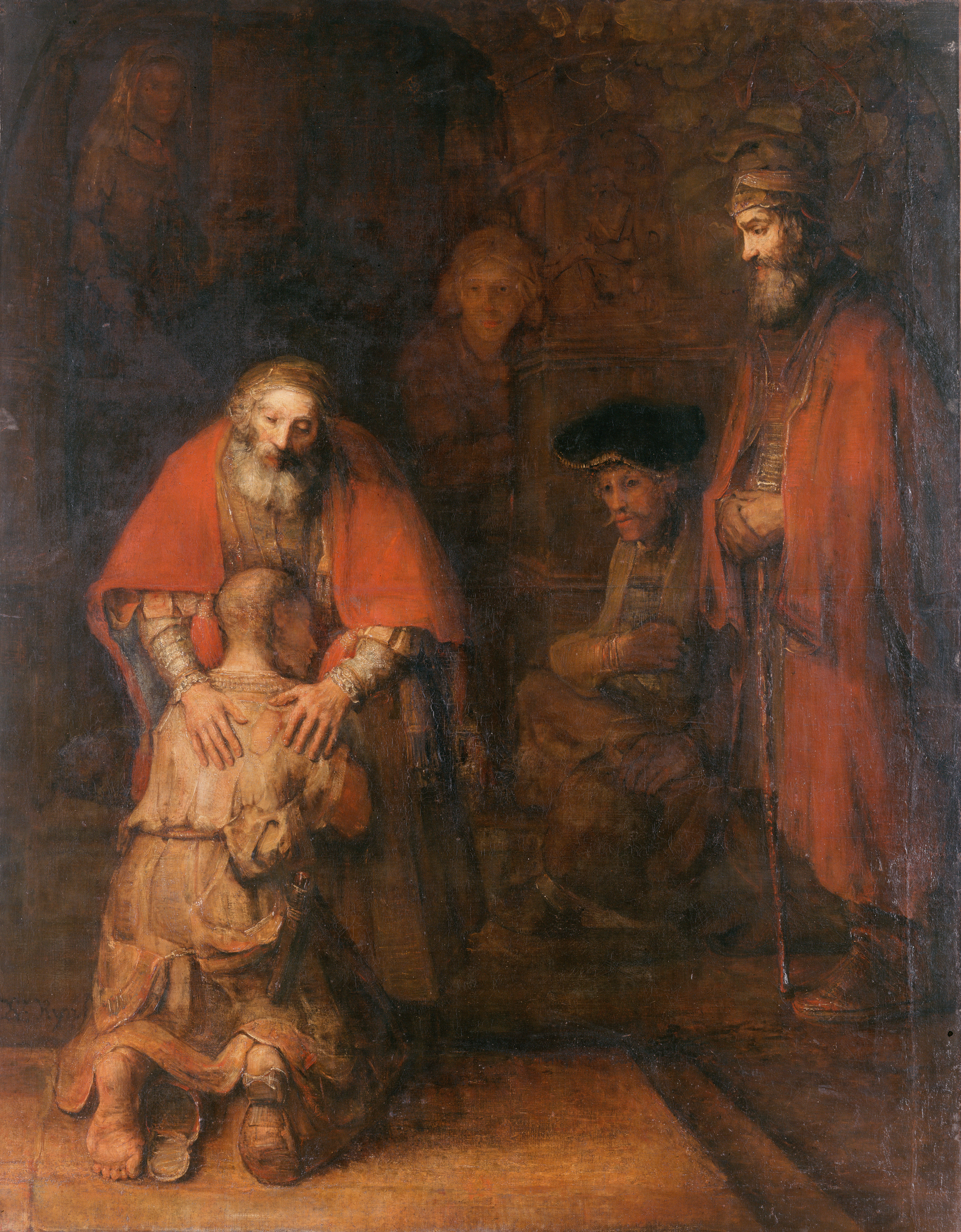
Quadro de Rembrand. Nouwen escreveu O Retorno do Filho Pródigo, baseado em sua contemplação dessa pintura homônima.

Em O Retorno do Filho Pródigo, baseado em uma das Parábolas de Jesus, por exemplo, Nouwen descreve o amor e o perdão como sendo incondicionais. Nouwen discorreu sobre a história do Filho Pródigo, relatando os pontos de vista do filho mais jovem, do filho mais velho e do Pai. Cada um desses personagens captura a qualidade incondicional de amor e perdão de sua maneira peculiar. A vida do filho caçula demonstra o quanto esse filho viveu uma vida de miséria, pensando que ele poderia ser amado pelo fato de atender certas qualificações (as quais falhou em atingir). Por um outro lado as ações do filho mais velho mostram como ele se decepcionou por pensar que deveria receber mais amor do que o filho mais novo, justamente pelo fato de atender as qualificações esperadas pelo Pai, pois fazia tudo de forma correta.
O Pai solitário, também entende como se deve amar e perdoar, e é capaz de fazer essas coisas e viver feliz. Nouwen explica que nós somos o filho caçula em certos momentos, (quando pensamos que não merecemos o amor ou o perdão do Pai) e o filho mais velho outras vezes, (quando pensamos que merecemos amor e que o outro não merece mais do que nós), porém, nós todos somos chamados a praticar o amor do Pai, e ser como Ele, (e apenas sendo como o Pai, poderemos chegar mais perto de sermos amados como deveriamos ser).

A questão não é Como posso conhecer Deus? , mas: Como posso deixar que Deus me conheça?. Finalmente, a questão não é: Como vou amar a Deus?, mas: Como vou deixar-me amar por Deus?. Deus anda por longe à minha procura, tratando de me encontrar e desejando levar-me para casa.

Terei menor tendência a negar meu sofrimento quando aprender que Deus o usa para moldar-me e atrair-me para mais perto de si. Deixarei de ver minhas dores como interrupções dos meus planos e serei mais capaz de vê-las como meios de Deus fazer-me pronto a recebê-lo. Deixarei Cristo viver junto às minhas dores e perturbações.

Nouwen também fez vários tratados sobre a necessidade de se ter uma cultura de paz. Ele utilizou o amor do Pai como uma justificativa para a preservação da vida, assim dizendo "Não" para as guerras do Vietnam e Nuclear.
Em um dos seus mais famosos trabalhos, A Voz Interior do Amor, diário pessoal, englobando o período de Dezembro de 1987 até Junho de 1988, ele relatou seus mais sérios momentos lidando com a depressão clinica.
Em certos momentos, também escreveu sobre sua luta para reconciliar sua vocação de padre e pregador, declaradas em seus votos de celibato com seus desejos humanos por intimidade física e emocional.
Henri Nouwen foi determinantemente influenciado por Thomas Merton. Ele teve visões de Jesus e Maria, mas também de Ramakrishna e do Dalai Lama. Mas apesar de ter considerado o contato com Deus de grande importância, Henri Nouwen sempre lutou, em suas próprias palavras, pela redenção pela Fé.

## Prêmios
- Thomas Merton Award, conferido pela entidade "national and international individuals struggling for justice" em 1985.
- Emmausprisen, Prêmio Norueguês, conferido em 2002.

## Sexualidade
Nouwen lutou contra sua sexualidade. "Muito embora esta tenha sido conhecida por aqueles que éram próximos a ele, ele jamais deixou publico sua identidade homossexual." Apesar de Nouwen, nunca ter tratado do tema de sua sexualidade em seus escritos publicados durante a sua vida, ele reconheceu seus dilemas nessa área, em discussões com amigos isso foi abordado na biografia escrita por Michael Ford, jornalista da BBC, chamada O Profeta Ferido que fora publicada após a morte de Nouwen. Ford sugere que Nouwen se tornou completamente pacificado com sua tendência sexual nos últimos anos de sua vida, e que por um outro lado, sua depressão foi causada em partes por esse conflito entre seu voto de celibato e o sentimento de solidão e necessidade de intimidade que ele vivenciara. Ford conjecturou, "Isso se tornou um enorme jogo emocional, espiritual e fisico em sua vida, e pode ter contribuido para a antecipação da sua morte. " Não existem evidências que Nouwen em algum momento quebrou seus votos de celibato.

## Opiniões sobre Henri Nouwen
1. "Henri Nouwen (1932-1996) é um dos mais profundos autores cristãos de nossa época. Ninguém como ele soube fazer pontes entre a espiritualidade e mística clássica com mundo contemporâneo, entre a vida de silêncio e oração e a prática de boas obras, entre a erudição e a piedade.Ao aceitar compartilhar suas experiências espirituais com o mundo, através de seus livros, Henri Nouwen, abriu-nos um novo horizonte para a uma vivência genuinamente cristã num mundo conturbado e caótico. E nos ajudou a integrar fé e vida, a percorrer no caminho que conduz à sublime presença de Deus, e assim permanecermos na fé, na esperança e no amor." (Osmar Ludovico da Silva, diretor espiritual, teólogo).
2. "Henri J. M. Nouwen morreu do coração,em 25 de setembro de 1996 com pouco mais de 60 anos. A Volta do Filho Pródigo é seu livro mais famoso. Quando penso em Nouwen duas imagens me vêem à mente. A primeira é a do Ferido que Cura, título de um de seus principais livros. No funeral de Henri, o amigo Jean Varnier disse: "Nós aparentamos ser fortes e poderosos, Henri não." É verdade, Nouwen ajudou-me a entender o significado do texto Paulino: "A minha graça te basta...Quando estou fraco é que sou forte.". Foi a coragem de expor sua fraqueza que curou a muitos de nós. A segunda imagem, ligada à primeira, é que Henri queria voltar para a casa do Pai. Toda sua vida ilustrou esse anseio. Acredito que esse também é o nosso anseio. Com Henri, seu livro, e agora, com o amadíssimo Gerson Borges, nós podemos voltar a lembrar o que, de fato, é a vida: nada mais que uma jornada de volta para a casa do Pai. Bom retorno!" (David Alencar, pastor e educador).
3. "É interessante o descobrimento por parte de muitos cristãos, principalmente no meio evangélico, de Henri Jozef Machiel Nouwen. Acredito que isso se dê pelo estado de aridez relacional que a técnica e a fórmula têm produzido entre os que buscam nas igrejas um autêntico relacionamento com Deus e com as pessoas, uma vez que boa parte da igreja chamada evangélica se debruçou sobre uma cartilha pragmática e performática . Ao contrário de uma teologia que disseca Deus, ou procura "enquadrá-lo" nas dimensões institucionais e não o traz para a intimidade cotidiana, Henri Nouwen tem se mostrado um mestre na espiritualidade cristã pois consegue conciliar teologia com devoção, conhecimento da história humana com compreensão dos feitos históricos de Deus na vida das pessoas; lucidez intelectual com uma compaixão simples e prática, destituída de preconceitos.Nouwen nos ajuda a compreender a ação pastoral a partir de Jesus num caminho que ele mesmo denomina descendente, ou seja, para baixo, para o serviço, para o porão do navio onde os remadores atuam e dificilmente são lembrados por quem está em cima, no convés. Em meio ao conflito de nossos corações pela busca da ascensão, da relevância e do sucesso a ser demonstrado, ele aponta um caminho inverso, o caminho da cruz, o caminho da simplicidade, o caminho da solitude, o caminho da compaixão; em outras palavras o caminho que Jesus de Nazaré trilhou." (Fernando César Oliveira, pastor).

## Obras Publicadas
- Nouwen, Henri J. M. Volta Do Filho Prodigo ISBN 853560491X
- Nouwen, Henri J. M. Transforma Meu Pranto em Dança ISBN 8560303235
- Nouwen, Henri J. M. Diário - o Último Ano Sabático de Henri J. M. Nouwen ISBN 8515024993
- Nouwen, Henri J. M. Direção Espiritual - Sabedoria Para o Caminho da Fé ISBN 853263530X
- Nouwen, Henri J. M. Contempla a Face do Senhor - Orar Com Icones ISBN 8515023679
- Nouwen, Henri J. M. In Memoriam ISBN 8515021935
- Nouwen, Henri J. M. Oração - o que é, Como Se Faz?  ISBN 8515020408
- Nouwen, Henri J. M. Podeis Beber o Calice? ISBN 8515024128
- Nouwen, Henri J. M. De Coração a Coração - Tres Orações ao Coração ISBN 8515021439
- Nouwen, Henri J. M. Crescer: Os Tres Movimentos da Vida Espiritual ISBN 8535602666
- Nouwen, Henri J. M. Henri J. M. Nouwen & John Dear Estrada Para a Paz: Escritos Sobre Paz e Justiça  ISBN 8515022893
- Nouwen, Henri J. M. Intimidade ISBN 8515022311
- Nouwen, Henri J. M. Pão Para o Caminho: Diário de Sabedoria e Fé ISBN 8515020343
- Nouwen, Henri J. M. Com o Coração Em Chamas - Meditação Sobre a Vida Eucarística ISBN 857200985X
- Nouwen, Henri J. M. O Caminho do Coração: A Espiritualidade dos Padres e Madres do Deserto ISBN 8532644084
- Nouwen, Henri J. M. Espiritualidade do Deserto e o Mistério Contemporãneo ISBN 8515020513
- Nouwen, Henri J. M. Meditações ISBN 858568562X
- Nouwen, Henri J. M. Memoria Viva ISBN 8515021900
- Nouwen, Henri J. M. Mosaicos do Presente ISBN 8535600035
- Nouwen, Henri J. M. Renovando Todas as Coisas ISBN 8531603420
- Nouwen, Henri J. M. O Sofrimento que Cura ISBN 8535604278
- Nouwen, Henri J. M. A Via Sacra do Mundo ISBN 8515017237
- Nouwen, Henri J. M. O Fruto da Solidao - Tres Meditacoes Sobre a Vida ISBN 8515021951
- Nouwen, Henri J. M. Nossa Maior Dadiva ISBN 8515015838
- Nouwen, Henri J. M. O Caminho da Esperanca ISBN 8535601600
- Nouwen, Henri J. M. Uma Carta de Consolacao ISBN 8531603862
- Nouwen, Henri J. M. Perfil do Líder Cristão do Século 21 ISBN 858652266X
- Nouwen, Henri J. M. Transforma Meu Pranto Em Dança ISBN 8587334344
- Nouwen, Henri J. M. Tudo Se Fez Novo - Um Convite À Vida Espiritual ISBN 9788560387328
- Nouwen, Henri J. M. A Volta do Filho Prodigo ISBN 8573118725
- Nouwen, Henri J. M. A Voz Interior do Amor ISBN 8535602887
- Nouwen, Henri J. M. Adam O Amado de Deus ISBN 8535602984
- Nouwen, Henri J. M. O Caminho do Poder ISBN 535601708
- Nouwen, Henri J. M. Cartas a Marc Sobre Jesus ISBN 8515018802
- Nouwen, Henri J. M. O Caminho da Paz ISBN 8535601694
- Nouwen, Henri J. M. Envelhecer - A Plenitude da Vida ISBN 8535602933

## Ligações Externas
- «Henri Nouwen on Rembrandt's The Return of the Prodigal Son» (em inglês)
- «Site oficial da Sociedade Henri Nouwen» (em inglês)
- «L'Arche Daybreak» (em inglês)
- «Site da Sociedade Henri Nouwen» (em inglês)
- «Espiritualidade para o século XXI: o pensamento de Henri Nouwen»